# Albert Leibenguth
Albert Leibenguth ist ein deutscher Poolbillardspieler. Er wurde zweimal Deutscher Meister im Einzel.

## Karriere
Bei der Deutschen Meisterschaft 1984 wurde Albert Leibenguth im Finale gegen Werner Kaminski Deutscher Meister im 8-Ball-Pokal der Herren. 1987 gewann er den Titel durch einen Finalsieg gegen Charlie Losh.
Bei den Senioren kam Leibenguth im 14/1 endlos 2004 auf den dreizehnten Platz und wurde 2005 Neunter.